# 森特内拉德亚恩达卢斯
森特内拉德亚恩达卢斯，是西班牙卡斯蒂利亚-莱昂索里亚省的一个市镇。总面积20平方公里，总人口26人（2001年），人口密度1人/平方公里。